# Frido Frey
 (mars 2020).
Frido « Fred » Frey est un joueur germano-américain de basket-ball, né le 26 octobre 1921 et mort le 16 mai 2000 à Ronkonkoma, dans l'État de New York. Après avoir joué en championnat universitaire avec les Blackbirds de l'université de Long Island et au niveau professionnel dans l'American Basketball League (ABL), il évolue sous les couleurs des Knicks de New York, avec qui il dispute la première saison de la Basketball Association of America (BAA), ancêtre de la National Basketball Association (NBA). Il réintègre ensuite l'ABL, avant de signer dans une équipe de la New York State Professional Basketball League (NYSPL).